# Eldstjärt (asiatisk fisk)
Eldstjärt (Epalzeorhynchos bicolor) är en fiskart som upptäcktes 1921 och först beskrevs av Smith, 1931, som  Labeo bicolor men numera ingår i släktet Epalzeorhynchos och familjen karpfiskar. IUCN kategoriserar arten globalt som akut hotad (CR), och listas sedan 1977 i appendix I av CITES. Inga underarter finns listade i Catalogue of Life.

## Utbredning
Eldstjärten förekom förr allmänt i thailändska vattendrag, men ansågs utrotad i naturen 1996. Sedan dess har en liten population återupptäckts i floden Chao Phraya vilken har status akut hotad. Det är emellertid oklart, om denna population är en rest av den tidigare vildformen, eller om beståndet har ursprung i en aktiv, eller oplanerad utsättning av odlade exemplar. 

## Avel och hållning i akvarium
Eldstjärten importerades första gången till Europa 1951. 
Arten beskrivs som extremt aggressiv mot andra av samma art, och fler än ett exemplar bör enligt Zoopet inte hållas i akvarier mindre än 150 centimeter. Den kan bli uppemot 20 centimeter i sin naturliga miljö. Men i ett vanligt akvarium blir eldstjärten sällan längre än 15 centimeter lång. Arten anses särskilt känslig för sjukdomen röda pricksjukan (engelska red spot disease) orsakade av algsvampen Aphanomyces invadans. 
Arten odlas idag i stor skala kommersiellt i Asien. Den har dock enligt sista utgåvan av Helmut Pinters bok Odling av akvariefisk bara odlats en gång i Sverige.
1996 odlades arten av akvaristen och fiskodlaren Tyrone Lundström vid hans kommersiella fiskodling Tyrones import och export AB i Sköndal i Stockholm. 
Leken är via Kjell Fohrman beskriven av Lundström på Zoopet, med följande lekbeskrivning:
| ”                  | Eldstjärten är frilekande, rommen glasklar och har en diameter på ca. 2,5 mm. Rommen består till ca 20% av embryo och resterande är vätska, förmodligen avsett som stötdämpare i forsarna där arten lever. Kläckningstid är fascinerande nog bara 16 timmar och som första foder fungerar nykläckt artemia. | „ |
| – Tyrone Lundström | |   |

Odlingen av tre kullar med 3 000 sålda djur, beskrevs också 1997 av Lundström i näst sista numret av Tidskriften Akvariet. Ungdjuren var efter två veckor marmorerade, och var vid sju veckor cirka 3 cm långa, och började då mörkna med svart kropp och röda stjärtar. Lundström behöll 20 djur som framtida avelsdjur, men efter flytt av fiskodlingen till Tungelsta, kunde odlingen, trots försök, inte upprepas, och denna svenska stam bör ha varit utdöd tio år senare, 2007. Denna unika odling, tillsammans med lyckad odling av pilnäbben Mastacembelus circumcinctus gjorde att Tyrone Lundström. styrelsemedlem i Stockholms Akvarieförening, förärades två elitmärken i odling, samt  2014 Akvariets Oscar, av Sveriges Akvarieföreningars Riksförbund. 